# M1879帝國轉輪手槍
帝國轉輪手槍（德語：Reichsrevolver）或帝國委員會轉輪手槍1879和1883型是德意志國防軍於1879年到1908年期間裝備的制式手槍，該槍後來被著名的魯格P08半自動手槍所取代。
該轉輪手槍有兩種型號，分別為：1879和1883型，兩者唯一的差異之處就只有槍管長度而已。雖然此槍設計過時，但卻有著強大的火力，所以在第一次世界大戰期間仍有被使用。

## 設計
帝國轉輪手槍採用了單動式扳機的設計，發射威力較大的10.6 × 25毫米口徑中等長度槍彈，該槍彈可與.44俄羅斯媲美。該槍的載彈量為6發，射手拉下擊錘後會使手槍進入待發狀態。不像近代左輪可以甩開轉輪，要取出空彈殼射手必須先把軸銷抽出，然後再把空彈殼逐一取出。

## 使用國
- 德意志帝國

## 另見
- 柯爾特SAA
- 恩菲爾德No.2轉輪手槍
- MAS 1873轉輪手槍
- M1892轉輪手槍
- 納甘M1895轉輪手槍
- 史密斯威森3號轉輪手槍